# Shaolin-Tempel Deutschland
Der Shaolin-Tempel Deutschland ist ein buddhistischer Tempel des chinesischen Ordens der Shaolin und hat seinen Sitz in der Bundesallee 215 in Berlin-Wilmersdorf. Es ist der einzige legitime Shaolin-Tempel in Deutschland, der als offizieller Ableger des chinesischen Muttertempels von Rainer Deyhle im Auftrag des chinesischen Abtes Shi Yongxin gegründet wurde. Der Muttertempel in China gilt als Geburtsort des Chan-Buddhismus und ist weiterhin für die Entwicklung der Kampfkunst Shaolin Kung Fu bekannt. Der Tempel in Berlin ist eines der größten chan-buddhistischen Zentren außerhalb Chinas.

## Entwicklung
Der Tempel wurde im Juli 2001 von Rainer Deyhle gegründet und durch Shi Yongxin, Abt des Muttertempels, als der einzige legitime Shaolin-Tempel in Deutschland eingeweiht.
Im November 2004 wurde Großmeister Shi Yong Chuan durch Abt Shi Yongxin zum Abt des deutschen Shaolin-Tempels ernannt. Shi Yong Chuan, geboren 1969 in der Provinz Henan, trat 1986 mit 17 Jahren in den Shaolin-Muttertempel ein und wurde zum buddhistischen Mönch geweiht. Bevor er nach Deutschland kam, studierte er an der Akademie für Buddhismus in Beijing (Peking). Er ist Autor des ersten Shaolin-Buches in deutscher Sprache („Mehr Energie durch Shaolin QiGong“) und Präsident des Shaolin Tempel Deutschland e. V.
Am 17. September 2011 feierte der Shaolin-Tempel Deutschland sein 10-jähriges Bestehen. Der Shaolin-Tempel Deutschland ist auch Sitz der Shaolin Europe Association (SEA).

### Shaolin-Mönche in Deutschland
Shaolin-Mönche in Deutschland sind neben Shi Yong Chuan der Großmeister Shi Yong Dao und die Meister Shi Xiao Hu sowie Shi Yan Yao, die ebenfalls urkundlich beim Muttertempel registriert sind.

## Arbeit und Ziele
Im Berliner Tempel gibt Shi Yong Chuan regelmäßigen Unterricht in Buddhismus, Chan-Meditation, Shaolin Qigong und übernimmt seelsorgerische Aufgaben. Mehrmals wöchentlich werden durch die Meister Kurse in der Shaolin-Kampfkunst, in Taijiquan und in Qigong gegeben, die sich an Teilnehmer aller Altersklassen richten.
Zu den Zielen des Tempels gehören die Verbreitung der Praxis, Kultur und Philosophie von Shaolin in Deutschland und Europa. Dies umfasst insbesondere die Vermittlung von chan-buddhistischer Denk- und Lebensweise, der Kampfkünste Shaolin Kung Fu und Taijiquan, sowie Qigong; weiterhin auch die traditionelle chinesische Medizin (TCM) und die Shaolin-Kalligraphie. Ein weiteres Ziel des Tempels ist es, über den Förderverein eine Tempelanlage nach chinesischem Vorbild in Deutschland zu bauen, um Novizen auszubilden und somit den Buddhismus in Deutschland zu fördern.

### Sonstiges
Im November 2007 bereiteten die Berliner Shaolin Mönche die Olympioniken des Team-Peking aus der Rhein-Neckar-Region mit Taijiquan- und Kung Fu-Übungen auf die Olympischen Spiele 2008 in Peking vor. Am 23. Juni 2008 wurde im Berliner Shaolin-Tempel die Animations-Komödie Kung Fu Panda in Anwesenheit der Schauspieler Dustin Hoffman, Jack Black und Hape Kerkeling offiziell der Presse vorgestellt.